# Tribhuvan do Nepal

Tribhuvan Bir Bikram Shah Dev, (Catmandu, 30 de junho de 1906 – Zurique, 13 de março de 1955), Foi rei do Nepal de 11 de dezembro de 1911 até sua morte. Ele ascendeu ao trono aos cinco anos de idade, após a morte de seu pai, Prithvi Bir Bikram Shah, e foi coroado em 20 de fevereiro de 1913 no Nasal Chowk, Palácio Hanuman Dhoka em Katmandu, com sua mãe atuando como regente. Na época de sua coroação, a posição de monarca era amplamente cerimonial, com o verdadeiro poder governante residindo na família Rana.